# Дом купцов Куровых
Дом купцов Куровых (Дом жилой) — исторической здание в центре Твери, памятник архитектуры федерального значения. Расположен на набережной Степана Разина, 6.
Дом построен в период с 1780 по 1790 год и представляет собой кирпичное здание с белокаменным цоколем. Во второй половине XIX и в начале XX века домом владели тверские купцы Куровы, которые, скорее всего, и внесли изменения в архитектуру находившегося там прежде здания XVIII века. Поэтому в настоящее время[когда?]

 дом считается построенным в стиле эклектики.

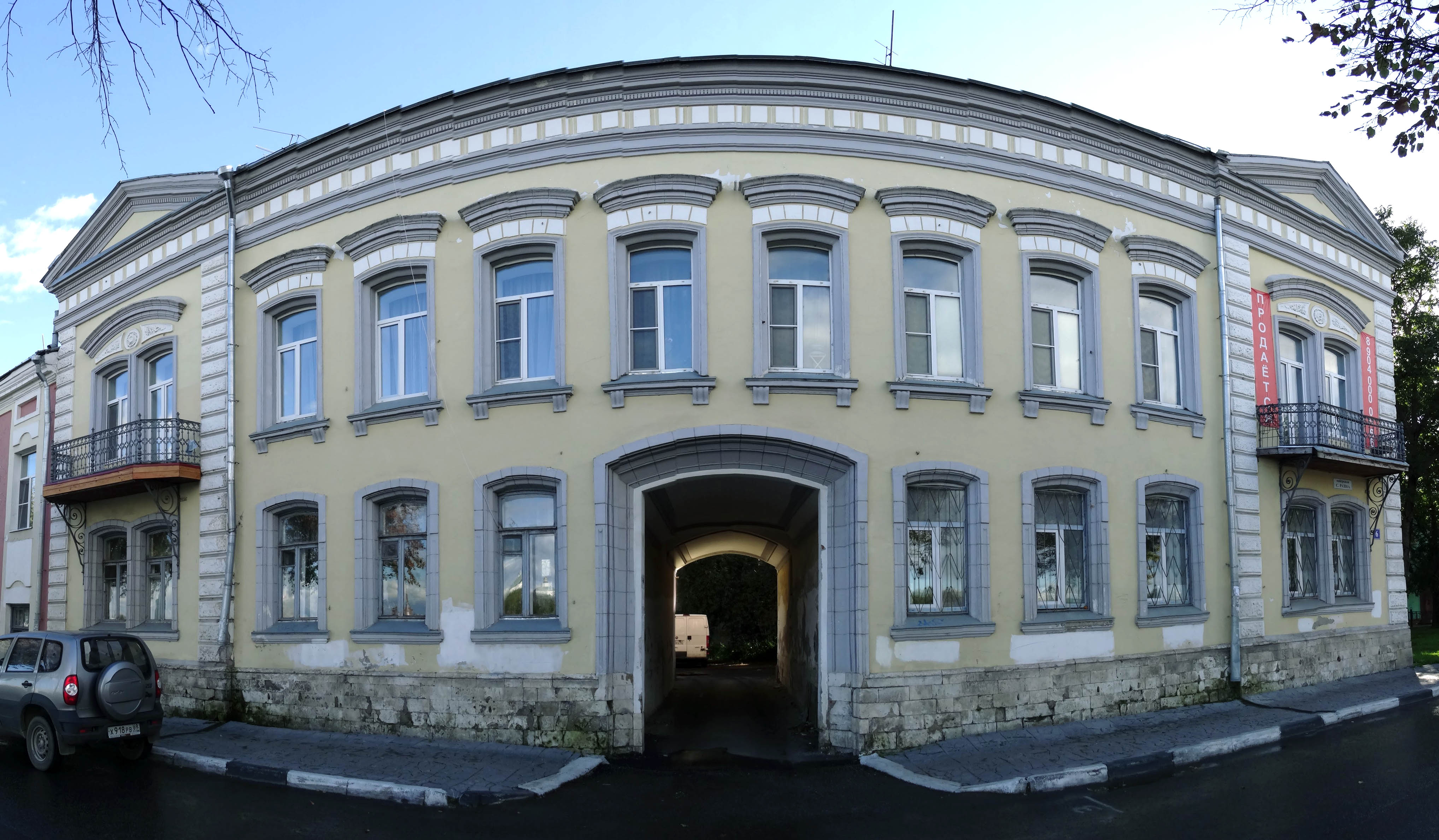
Дом в 2016 году.